# 坎希隆 (新墨西哥州)
坎希隆（英語：Canjilon）是位於美國新墨西哥州里奧阿里巴縣的普查規定居民點。

## 人口
根據2020年美國人口普查的數據，坎希隆的面積為8.31平方千米，皆為陸地。當地共有人口28人，而人口密度為每平方千米3.37人。